# Seznam madžarskih rokometašev
Seznam madžarskih rokometašev.

## A
- János Adorján

## B
- Béla Bartalos - Antal Benda - Imre Bíró - József Bordás - Ferenc Buday

## C
- Gábor Császár - Sándor Cséfai - Ottó Csicsay - János Csík - Ferenc Cziráki

## D
- Ivo Díaz

## F
- Nándor Fazekas - János Fodor - Miklós Fodor - Ferenc Füzesi

## G
- Gyula Gál - Lőrinc Galgóczi - Ernő Gubányi - Péter Gulyás - János Gyurka

## H
- László Harka - Gergely Harsányi - László Hoffmann - József Horváth - Erzsébet Hunyadvári

## I
- Ferenc Ilyés - Gergő Iváncsik - Mihály Iváncsik - Tamás Iváncsik

## J
- László Jánovszki - Alpár Jegenyés

## K
- Sándor Kaló - Dávid Katzirz - József Kenyeres - Zsolt Kontra - János Koppány - Mihály Kovács - Péter Kovács - Miklós Kovacsics - Lajos Kutasi

## L
- Balázs Laluska - Máté Lékai - Ambrus Lele - Péter Lendvay

## M
- István Marosi - László Marosi - Tibor Máté - Richárd Mezei - Roland Mikler - Tamás Mocsai

## N
- Kornél Nagy - László Nagy

## O
- Tibor Oross

## P
- Árpád Pál - Imre Páli - István Pásztor - Carlos Pérez - Nenad Puljezević

## R
- Ferenc Rákosi

## S
- Endre Salgó - Timuzsin Schuch - István Serényi - Jakab Sibalin - Lajos Simó - Árpád Sterbik - János Stiller - István Szabó - László Szabó - László Szabó - János Szathmári - István Szilágyi - Sándor Szomori

## T
- Gyula Takács - Sándor Takács - Géza Tóth - Szabolcs Törő

## U
- Antal Újváry

## V
- István Varga - Károly Vass - Sándor Vass - Ferenc Velkey - Gábor Verőci

## Z
- Szabolcs Zubai